# Keir Starmer
Keir Starmer   (Southwark, 2 de setembre de 1962) és un advocat britànic especialitzat en drets humans. Des del 5 de juliol de 2024 és el Primer ministre del Regne Unit. És líder del Partit Laborista des de l'abril de 2020 i membre de la Cambra dels Comuns des de 2015. Entre 2016 i 2017 va exercir de secretari d'Estat a l'ombra per a la sortida de la Unió Europea.

## Biografia
Va néixer al setembre de 1962 a Southwark, un borough de Londres, fill d'una infermera i un fabricant d'eines. Va cursar estudis a la Reigate Grammar School, on va coincidir amb Fatboy Slim. Posteriorment va estudiar dret a la Universitat de Leeds i al Saint Edmund Hall de la Universitat d'Oxford.
Va començar una carrera com barrister el 1987 al Middle Temple, treballant per a Liberty fins al 1990, quan va passar a Doughty Street Chambers, convertint-se en bencher del Middle Temple en 2009. Starmer va especialitzant-se a l'àrea de drets humans, exercint a les Bahames, Belize, Saint Vincent i les Grenadines, Saint Lucia i Trinitat i Tobago, i ha treballat en casos a Uganda, Kenya, Nigèria i Malawi. Va ser nomenat Advocat de l'Any de Drets Humans el 2001.
Starmer va exercir com a assessor de drets humans de la Junta de Policia d'Irlanda del Nord i de l'Associació d'Oficials en Cap de la Policia, importants per reunir les comunitats després de l'Acord del Divendres Sant, i també va ser membre del panel assessor de pena de mort de l'Oficina d'Exteriors, Commonwealth i Desenvolupament de 2002 a 2008.
El 2002 va ser designat conseller de la Reina. Fou nomenat director de la fiscalia d'Anglaterra i Gal·les l'1 de novembre de 2008 fins que va renunciar en 2013 sent rellevat per Alison Saunders. havent estat nomenat conseller de la Reina de l'Any en Drets Humans i Dret Públic el 2007. Un informe de 2013 del Comitè d'Afers Interiors afirmava que la fiscalia havia admès que durant la direcció de Starmer havia decepcionat les víctimes d'abús sexual infantil i havia fracassar en descobrir la causa i com evitar la repetició d'aquests esdeveniments. Starmer va representar Croàcia a les audiències del genocidi al Tribunal Internacional de Justícia de l'Haia el 2014.
Starmer va ser seleccionat el desembre de 2014 per ser el candidat del Partit Laborista per a la circumscripció electoral de Holborn i St Pancras, un escót segur, després de la decisió del diputat en exercici Frank Dobson de retirar-se, i va ser escollit diputat en les eleccions generals del Regne Unit de 2015 com a  a la circumscripció de Holborn and St Pancras. Starmer va renovar el seu escó en les eleccions de 2017, 2019 i 2024, va ser nomenat secretari d'Estat a l'ombra el juliol de 2015, però va dimitir, juntament amb altres membres del gabinet a l'ombra, per la postura tova de Jeremy Corbyn en la defensa del manteniment en el Referèndum sobre la permanència del Regne Unit dins la Unió Europea de 2016, en què la postura de Starmer era que els laboristes havien de donar suport a mantenir-se en la Unió Europea.
Després de la reelecció de Corbyn a les eleccions de lideratge de setembre de 2016, Starmer va acceptar un nou càrrec de Corbyn com a secretari d'estat a l'ombra per a la sortida de la Unió Europea. En aquest paper, Starmer va qüestionar la destinació del govern de Theresa May per a la sortida del Regne Unit de la UE, va demanar que els plans del Brexit es fessin públics i va donar suport a la proposta d'un segon referèndum sobre el Brexit.

### Líder del Partit Laborista
El 4 d'abril de 2020, després de la dimissió de Jeremy Corbyn amb la contundent derrota dels laboristes a les eleccions al Parlament del Regne Unit de 2019, Starmer, que comptava amb el suport de Gordon Brown i Sadiq Khan el va succeir guanyant les eleccions de lideratge del 2020 en una plataforma d'esquerra després de vèncer Rebecca Long-Bailey, considerada la candidata continuista de Corbyn. Durant el seu mandat com a líder de l'oposició, Starmer va abandonar diverses de les seves promeses de lideratge d'esquerres i va traslladar el partit cap al centre polític. El maig de 2022, la policia britànica va anunciar l'obertura d'una investigació sobre un presumpte incompliment de les normes de confinament sanitari vigents el 2021 al Regne Unit.
Com a líder de l'oposició, va reposicionar els laboristes des de l'esquerra cap al centre polític i va treballar per eliminar les controvèrsies del lideratge de Corbyn, amb promeses d'estabilitat econòmica, abordant els passos de petites embarcacions pel Canal de la Mànega, reducció dels temps d'espera del NHS, millora dels drets dels treballadors, independència energètica i el desenvolupament de les infraestructures, la lluita contra la delinqüència, la millora de l'educació i la formació, la reforma dels serveis públics, la renacionalització de la xarxa ferroviària i la contractació de professors, i va posar èmfasi en l'eliminació de l'antisemitisme dins del partit
Enmig del nombre històric de ministres que van renunciar al govern de Boris Johnson el juliol de 2022 per l'escàndol polític que va suposar el Partygate, Starmer va proposar una moció de censura al govern, afirmant que Johnson no podia romandre en el càrrec. Starmer també va criticar Johnson, així com els seus successors Liz Truss i Rishi Sunak, per qüestions com l'escàndol de Chris Pincher i la crisi governamental posterior, la crisi econòmica resultant del minipressupost del 2022 i la crisi governamental posterior, la crisi del cost de la vida, i els conflictes laborals i les vagues, incloses les vagues del Servei Nacional de Salut.
El seu partit va obtenir guanys significatius a les eleccions locals de 2023, guanyant més de 500 regidors i 22 ajuntaments, convertint-se en el partit més gran del govern local per primera vegada des de 2002, que es van consolidar en 2024. Amb les consecutives derrotes electorals, 22 de maig de 2024 el conservador primer ministre Rishi Sunak va convocar les eleccions generals per a ser dutes a terme el 4 de juliol, avançant el final de la legislatura, previst per al 28 de gener de 2025,

### Primer ministre
El 5 de juliol de 2024 es va convertir en el Primer ministre del Regne Unit després que el seu partit aconseguís la majoria absoluta en les eleccions al Parlament del Regne Unit de 2024 enfront dels conservadors de Rishi Sunak.

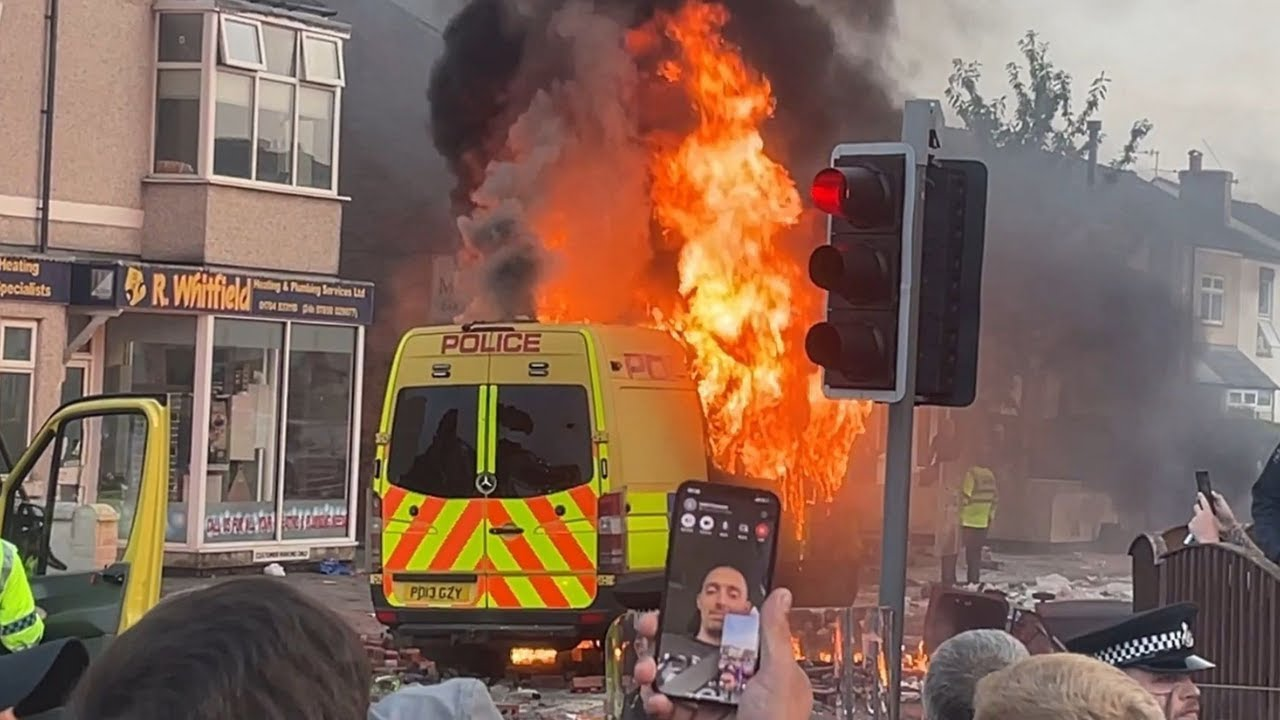
Una furgoneta de la policia crema durant els disturbis del Regne Unit de 2024.

Un dels seus primers actes com a primer ministre fou la cancel·lació del Pla Ruanda que havia establert Rishi Sunak per la que els immigrants il·legals o sol·licitants d'asil serien reubicats a Ruanda per al seu processament, asil i reassentament. Entre el 30 de juliol i el 5 d'agost de 2024 es van produir en oposició a la immigració, el disturbis socials a Anglaterra més importants des dels disturbis d'Anglaterra de 2011, en resposta a un un apunyalament massiu causat perl fill d'uns immigrants ruandesos el 29 de juliol que va causar la mort de tres infants.
El govern de Starmer va acabar amb certs pagaments de combustible d'hivern per a uns 10 milions de persones, va implementar un pla d'alliberament anticipat per a milers de presos per reduir l'amuntegament de les presons permetent que els presos d'Anglaterra i Gal·les fossin alliberats després de complir el 40% de les seves condemnes en lloc del 50% en l'anterior govern, i va resoldre una sèrie de vagues del sector públic.
La seva popularitat va caure ràpidament en fer-se públic que Starmer havia acceptat desenes de milers de lliures en regals de donants i havia vist el seu equip de futbol de l'Arsenal des d'una llotja de cortesia i va acceptar quatre entrades per al concert de Taylor Swift a l'estadi de Wembley, per valor de 4.000 £, i la seva cap de gabinet Sue Gray va dimitir en protesta pels escàndols en 6 d'octubre.
En 3 d'octubre de 2024 el seu govern va acordar la cessió de l'arxipèlag de les Chagos a Maurici i el manteniment de la base militar estatunidenca de Diego Garcia, tancant dècades de disputes.
El diputat laborista Pat McFadden va presentar un projecte de llei el 5 de setembre de 2024 per a la reforma de la Cambra dels Lords, com disposava el programa electoral laborista per a les eleccions generals del Regne Unit de 2024 limitant l'edat als diputats i l'eliminació dels 92 pars hereditaris.
El govern de Starmer no va atendre les peticions d'engegar una nova investigació nacional sobre les bandes musulmanes d'abús sexual infantil, després que una investigació independent anterior realitzada pel professor Alexis Jay identifiqués "deficiències institucionals". Al gener de 2025, la Ministre de l'Interior del Regne Unit Yvette Cooper va prometre 5 milions de lliures per a investigacions locals en cinc zones, inclosa Oldham, però l'oposició afirmava que el Partit Laborista no atenia el seu compromís per evitar ofendre els votants musulmans.

## Posicionaments polítics
El lideratge de Starmer s'ha comparat habitualment amb el Nou Laborisme de Tony Blair, redirigint el partit cap al centre després de l'etapa de Jeremy Corbyn. Ell mateix ha volgut definir en diverses entrevistes el que la premsa britànica va batejar com Starmerisme, apuntant a la necessitat d'una reforma de l'Estat, massa ineficaç i centralitzat, a mitigar els efectes de la Sortida del Regne Unit de la Unió Europea (Brexit) i a una economia basada en la productivitat. Alhora, es va comprometre a eliminar el suposat antisemitisme que afectava al Partit, una polèmica sorgida durant l'etapa de Jeremy Corbyn. Durant la guerra entre Israel i Gaza de 2023 va rebre fortes crítiques per la seva negativa inicial a demanar un alto al foc. Pel que fa a la guerra russo-ucraïnesa, Starmer va prometre mantenir sota el seu lideratge la política britànica de suport, finançament i enviament d'armament.
El polític britànic va optar per una afirmació solemne (enlloc d'un jurament) de fidelitat al monarca, ja que no creu en Deu, tot i que va defensar "el poder de la fe per reunir la gent", i assisteix ocasionalment a una sinagoga liberal.

## Vida personal
Starmer va conèixer a Victoria Alexander, aleshores advocada, a principis de la dècada de 2000 mentre era advocat sènior de Doughty Street Chambers quan treballaven en el mateix cas. Es van comprometre el 2004 i es van casar el 6 de maig de 2007 a Fennes Estate al nord de Bocking, Essex. La parella té dos fills, un fill, el primer nascut un any després del seu casament, i una filla, nascuda dos anys després. Fins que es va traslladar a Downing Street, la parella residia a Kentish Town, al nord de Londres, on posseïen una casa adossada.